# Шерідан (округ, Канзас)
Шаблон:StateAbbr_ 39°21′00″ пн. ш. 100°25′59″ зх. д. / 39.35° пн. ш. 100.433° зх. д.
Округ Шерідан (англ. Sheridan County) — округ (графство) у штаті Канзас, США. Ідентифікатор округу 20179.

## Історія
Округ утворений 1880 року.

## Демографія
За даними перепису 
2000 року 
загальне населення округу становило 2813 осіб, усе сільське.
Серед мешканців округу чоловіків було 1407, а жінок — 1406. В окрузі було 1124 домогосподарства, 796 родин, які мешкали в 1263 будинках.
Середній розмір родини становив 3,01.
Віковий розподіл населення поданий у таблиці:
| Стать    | До 15 років | 15-21 | 22-29 | 30-39 | 40-49 | 50-65 | 65-85 | Понад 85 |
| -------- | ----------- | ----- | ----- | ----- | ----- | ----- | ----- | -------- |
| Чоловіки | 312         | 133   | 89    | 168   | 234   | 230   | 218   | 23       |
| Жінки    | 275         | 126   | 71    | 171   | 213   | 221   | 268   | 61       |

## Суміжні округи
- Декатур — північ
- Нортон — північний схід
- Грем — схід
- Гов — південь
- Томас — захід

## Виноски
1. ↑  U.S. Decennial Census. United States Census Bureau. Архів оригіналу за 19 липня 2018. Процитовано 29 липня 2014.
2. ↑  Historical Census Browser. University of Virginia Library. Архів оригіналу за 11 серпня 2012. Процитовано 29 липня 2014.
3. ↑  Population of Counties by Decennial Census: 1900 to 1990. United States Census Bureau. Архів оригіналу за 5 червня 2019. Процитовано 29 липня 2014.
4. ↑  Census 2000 PHC-T-4. Ranking Tables for Counties: 1990 and 2000 (PDF). United States Census Bureau. Архів оригіналу (PDF) за 18 грудня 2014. Процитовано 29 липня 2014.
5. ↑  State & County QuickFacts. United States Census Bureau. Архів оригіналу за 18 липня 2011. Процитовано 29 липня 2014. [Архівовано 2011-07-28 у Wayback Machine.](англ.) Наведено за англійською вікіпедією.
6. ↑  American FactFinder. Бюро перепису населення США. Архів оригіналу за 26 лютого 2012. Процитовано 31 січня 2008. [Архівовано 2008-05-21 у Wayback Machine.]

| США | Це незавершена стаття з географії США. Ви можете допомогти проєкту, виправивши або дописавши її. |